# Leonhard Kleiber
Leonhard Kleiber (* 11. November 1863 in Mertingen; † 22. Dezember 1942 in Donauwörth) war ein deutscher Musiker, Komponist und Kapellmeister.

## Leben
Kleiber war der Sohn des Bäckermeisters und Gastwirts J. Kleiber. Nach dem Abschluss der Volksschule und einer musikalischen Ausbildung entschied sich Leonhard, Militärmusiker zu werden, und trat freiwillig am 11. November 1880 beim Königlich Bayerischen 3. Infanterie-Regiment in Augsburg ein.
Gefördert durch den Musikmeister des Regimentsmusikkorps Carl Neudel wurde Leonhard Kleiber 1888 zum Kapellmeister-Studium an der Akademie der Tonkunst in München zugelassen. Nach hervorragendem Abschluss des Studiums wurde er 1891 zum Musikmeister befördert und mit der Leitung des Musikkorps des Königlich Bayerischen 11. Infanterie-Regiments in Regensburg beauftragt, das er bis zu dessen Auflösung 1919 führte. 1920 zog er nach Donauwörth. Der Nachlass (55 Autographe) befindet sich in der Bayerischen Staatsbibliothek München. In seinem Heimatort Mertingen wurde eine Straße (Leonhard-Kleiber-Weg) nach ihm benannt.

## Kompositionen
- Regensburger Turnerbund-Jahn-Marsch (ca. 1891)
- Fürst Albert von Thurn und Taxis. Marsch (Druck 1892)
- Wittelsbacher Ruhm. Marsch (Druck ca. 1900, Handschrift: Bayerische Staatsbibliothek München, Mus. ms. 7643)
- Narragonia-Marsch op. 13 (Druck 1902)
- Das Regiment Forkade bei Hochkirch. Ballade von Georg von Kries, für Männerchor (Druck ca. 1912)
- Kirchliche Gelegenheits-Musik op. 25 für 4- bis 9-stimmige Blechmusik: 4 Prozessionsmärsche und 4 religiös-lyrische Stücke (Druck 1916)
- In fröhlicher Laune. Potpourri
- Oberst-Feilitzsch-Marsch
- Ratisbona. Historisch-poetisches Festspiel. Text von Raimund Gerster (1866–1953) (1910, Handschrift: Bayerische Staatsbibliothek München, Mus. ms. 17448).
Das Werk wurde 2004 im Rahmen eines Jubiläumskonzerts des Philharmonischen Orchesters Regensburg wieder aufgeführt und auf CD veröffentlicht.
- Heroische Ouvertüre
Das Werk wurde 2004 im Rahmen eines Jubiläumskonzerts des Philharmonischen Orchesters Regensburg wieder aufgeführt und auf CD veröffentlicht.